# Vang Ja-ping
Vang Ja-ping (王亚平, Wáng Yàpíng, 1980. január–) kínai katonai pilóta, tajkonauta. Ő volt a második nő, akit beválasztottak a hadsereg űrhajós alakulatába, és az első kínai nő, aki űrsétát tett.

## Élete és pályafutása
Santung tartomány Jentaj (Yantai) városában született, szülei földműveléssel foglalkoznak, két lánytestvére van. 1991-ben kezdte meg az általános iskola felső osztályát, 1994-ben a Jentaj Jicsung (Yantai Yizhong) Középiskola diákja lett és 1997-ben végzett. Ezt követően a légierőhöz tartozó Csangcsun (Changchun)i Repülőegyetemre jelentkezett. Vang (Wang) Kína hetedik női pilótaosztagának tagja volt, 37 kadét egyike, és 2001-ben végzett főhadnagyi rangban. A vuhani (wuhani) légierő katonai szállítógépeinek pilótájaként részt vett többek között hadgyakorlatokon, a 2008-as szecsuani földrengés mentőakcióiban, valamint a 2008. évi nyári olimpiai játékok előtt felhőoszlató bevetéseken. 1600 óra repülést követően II. szintű légierőpilótává lépett elő. 2010 májusában Kína második női űrhajósa lett, abban az időben századosi rangban szolgált a légierőnél.
Már a 2012-es Sencsou (Shenzhou)–9 űrrepülésnél is lehetséges jelölt volt, azonban Liu Jang (Liu Yang)ot választották helyette, így Liu lett az első kínai női űrutazó. Vang (Wang)ot a tartalékszemélyzet közé sorolták be.
Vang (Wang) végül a 2013 júniusában Föld körüli pályára állt Sencsou (Shenzhou)–10 legénységével repült, ezzel a második női űrhajós lett Kínában. Áprilisban az ő nevét jelentették be először, a legénység többi tagját csak júniusban tették közzé. A Vosztok–6 50. évfordulóján, amely Valentyina Tyereskova révén az első nő űrutazásának évfordulója is volt, Vang (Wang) éppen az űrben tartózkodott, a másik női űrhajós ugyanekkor az űrben Karen Nyberg volt a Nemzetközi Űrállomáson. A Tienkung–1 (Tiangong–1) űrállomáson Vang (Wang) tudományos kísérleteket folytatott és élő televíziós közvetítésben fizikaórát tartott kínai diákoknak. 2018-ban ezredesi rangban szolgált a légierőnél és négy repülőgéptípusra képezték ki.
2018-ban az Országos Népi Gyűlés képviselője lett ötéves periódusra.
2021 októberében bejelentették, hogy a Sencsou (Shenzhou)–13 háromfős legénységének tagjává választották, ezzel az első kínai nő lett, aki kétszer utazhatott az űrbe és az első nő az új Tienkung (Tiangong) űrállomás fedélzetén. A legénység október 15-én érkezett meg az űrállomásra. November 7-én Vang (Wang) a legénységet vezető Csaj Cse-kang (Zhai Zhigang)gal közösen űrsétát tett, ezzel Vang (Wang) lett az első kínai nő, aki űrsétát tehetett. A két űrhajós 6 óra 25 percet töltött az űrállomáson kívül. Az űrhajósnő új űrruhát viselt, melyet alacsonyabb termetére optimalizáltak.

## Magánélete
Vang (Wang) férjnél van, a kínai média szerint férje Csao Peng (Zhao Peng), aki szintén katonai pilóta. Tony Quine a NasaSpaceFlighttól úgy véli, valószínűleg van gyermekük, mert korábban a kínai tisztviselők úgy nyilatkoztak, csak olyan nőket jelölnek űrhajósnak, akik már szültek, mert az űrutazás hatással lehet a nők termékenységére. Ugyanakkor a Kínai Űrhajósközpont igazgatója ezt cáfolta, úgy nyilatkozott, hogy ez nem szigorúan vett megkötés, csak előny.

## Fordítás
Ez a szócikk részben vagy egészben  a   Wang Yaping című angol Wikipédia-szócikk fordításán alapul.  Az eredeti cikk szerkesztőit annak laptörténete sorolja fel. Ez a jelzés csupán a megfogalmazás eredetét és a szerzői jogokat jelzi, nem szolgál a cikkben szereplő információk forrásmegjelöléseként.